# Lhok Empeh
Lhok Empeh is een bestuurslaag in het regentschap Pidie van de provincie Atjeh, Indonesië. Lhok Empeh telt 320 inwoners (volkstelling 2010).